# Дратт, Мэтью
Мэ́тью Дратт (англ. Matthew Drutt, р. 8 декабря 1962) — американский искусствовед, куратор. Куратор Музея Соломона Гуггенхайма (1993—2001).

## Биография
Мэтью Дратт родился 8 декабря 1962 года в Филадельфии (штат Пенсильвания, США) в семье галеристки и коллекционера современного искусства Хелен Уильямс Дратт.
В 1986 году получил степень бакалавра с отличием в Нью-Йоркском университете с двойной специализацией в истории искусства и русистике. В 1987 году получил степень магистра в Йельском университете.
В 1993—2001 годах был куратором Музея Соломона Гуггенхайма.

## Выставки (куратор)
- 1999—2001 — Амазонки авангарда / Amazons of the Avant-Garde (Музей Соломона Гуггенхайма, Берлин — Бильбао — Венеция — Нью-Йорк, 1999; Государственная Третьяковская галерея, Москва, 2001)
- 2003 — Казимир Малевич: Супрематизм

## Награды и премии
- Орден Искусств и литературы (2006)